# Jacksonia spinosa
Jacksonia spinosa är en ärtväxtart som först beskrevs av Jacques-Julien Houtou de La Billardière, och fick sitt nu gällande namn av James Edward Smith. Jacksonia spinosa ingår i släktet Jacksonia och familjen ärtväxter. Inga underarter finns listade i Catalogue of Life.